# Visconde de Lagoa
Visconde de Lagoa é um título nobiliárquico criado por D. Pedro V de Portugal, por Decreto de 2 de Julho de 1861, em favor de Eugénio Dionísio Mascarenhas Grade.
Titulares
1. Eugénio Dionísio Mascarenhas Grade, 1.° Visconde de Lagoa;
2. Francisco de Assis Mascarenhas Grade, 2.° Visconde de Lagoa;
3. Francisco de Assis Mascarenhas Grade, 3.° Visconde de Lagoa.

Após a Implantação da República Portuguesa, e com o fim do sistema nobiliárquico, usou o título: 
1. João António Mascarenhas Júdice, 4.° Visconde de Lagoa.